# Wargnies
Wargnies – miejscowość i gmina we Francji, w regionie Hauts-de-France, w departamencie Somma.
Według danych na rok 1990 gminę zamieszkiwały 84 osoby, a gęstość zaludnienia wynosiła 30 osób/km² (wśród 2293 gmin Pikardii Wargnies plasuje się na 913. miejscu pod względem liczby ludności, natomiast pod względem powierzchni na miejscu 1073.).